# Stomacarus macfarlani
Stomacarus macfarlani är en kvalsterart som beskrevs av Grandjean 1957. Stomacarus macfarlani ingår i släktet Stomacarus och familjen Acaronychidae. Inga underarter finns listade i Catalogue of Life.